# IPhone
iPhone，中文又译为苹果手机，是蘋果公司研发及销售的智能手机系列，搭載該公司研發的iOS行動作業系統。第一代iPhone於2007年1月9日由前蘋果公司CEO史蒂夫·乔布斯發表，並在同年6月29日正式發售。最新發表的iPhone手机系列是iPhone 16系列，于2024年9月9日正式发布。
iPhone运行由蘋果公司自研的iOS操作系统（原名iPhone OS），其自带由苹果公司开发的应用程序，并支持通过App Store来下载第三方程序。苹果公司通过在线更新服务或iTunes为iPhone提供免费更新。
iPhone所採用的多點觸控技術以及其友好的使用界面使得该系列产品大获成功，同時也對其他智能手机的設計產生了深遠影響。美國時代周刊將iPhone称為“2007年的年度發明”。截止到2020年，iPhone的銷量超過了22億台。iPhone的成功使得蘋果公司成為全球最有價值的上市公司之一。

## 歷史
苹果公司參考iMac的命名方式，将旗下智能手機产品命名为「iPhone」。

#### 研发阶段
2004年，蘋果公司召集1,000多名內部員工組成iPhone研发團隊，该项目被命名為“紫色项目”（英語：Project Purple），其中包括iPhone的幕後設計師乔纳森·埃维。當時蘋果公司CEO 史蒂夫·喬布斯 的重點從原本的平板電腦轉向至手機。蘋果公司与美国电信运营商AT&T公司秘密合作制造一些設備—當時的AT&T公司給予蘋果公司巨额投资以及高度的研发自由度，在30個月動用約$150,000,000美元的资金。作為交換條件，蘋果公司保證在4年期限內，美國出售的iPhone手机將交由AT&T公司獨家發售。
随后，蘋果公司否決了「設計委員會」的方法，拒絕替Motorola ROKR E1生產。相反，Cingular则給予蘋果公司充分的自由去研發iPhone，甚至向蘋果公司支付它們每月服務收入的一部分（直到iPhone 3G问世），以此来交換四年的美國獨家銷售權。

#### iPhone上市

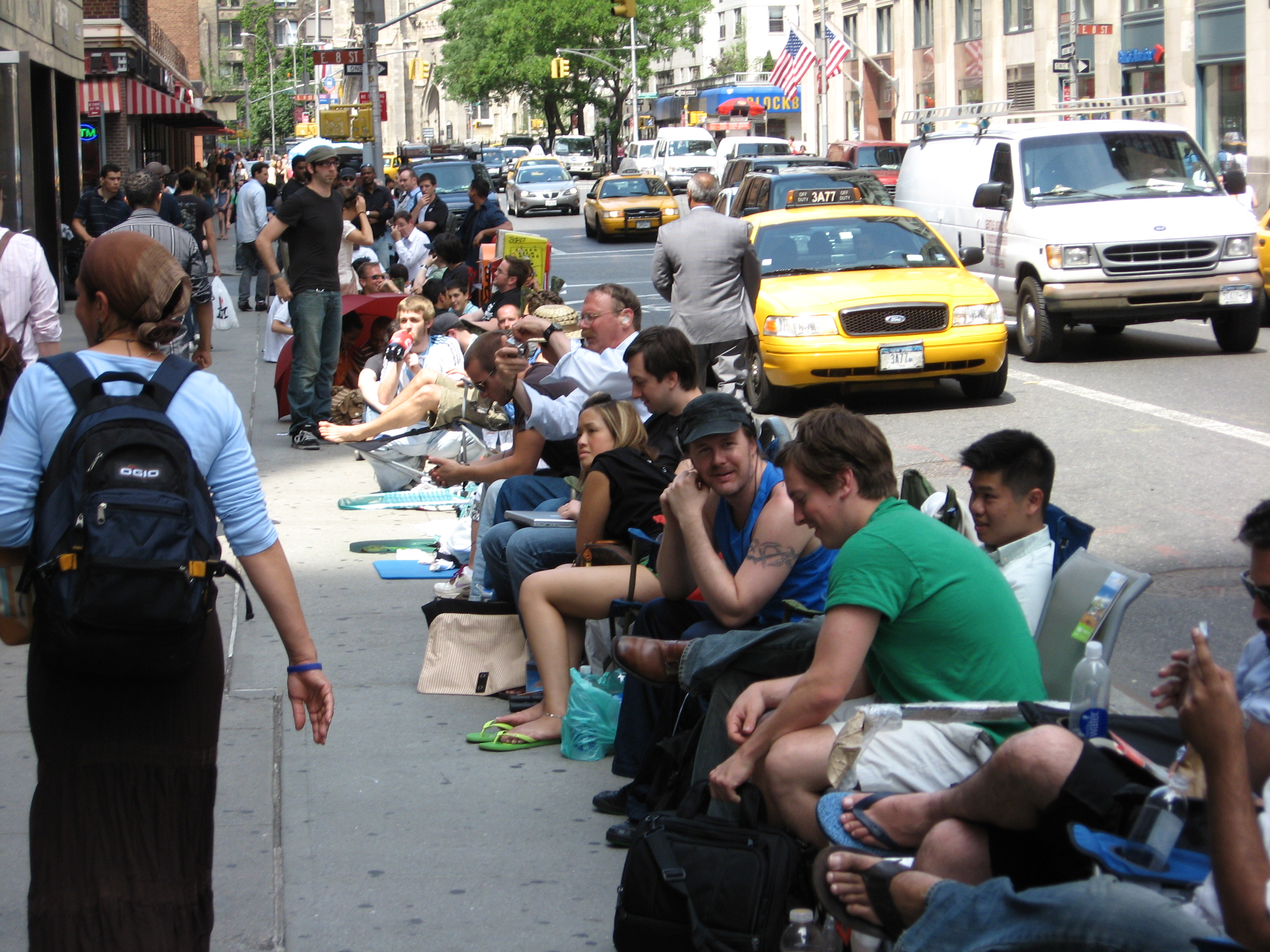
在AT&T銷售店門外排隊等候第一代iPhone發售的消費者。

2007年1月9日，第一代iPhone在三藩市馬士孔尼會展中心举办的 Macworld 2007中发布，美国西海岸時間2007年6月29日18時正式在美國發售，全美的 Apple Store 外有數百名粉絲提早排隊进行抢购。。由於剛推出的iPhone上市後引發抢购熱潮，部分媒體甚至称其為「上帝手機」。第一代iPhone於2007年11月在英國、法國及德國正式發售，而愛爾蘭及奧地利則是在2008年的春季发售。
2008年7月11日，蘋果公司在全球22個國家及地區正式發售iPhone3G，其中包括原有的6個国家和地區。
2009年6月8日，蘋果公司宣布推出iPhone 3GS，合约版iPhone預計在6月，7月或8月的下旬推出。2009年6月19日在美國、加拿大和歐洲主要國家推出。很多用户對iPhone的成本提出異議。iPhone 3GS的內部結構與第一代相似，但增加了一些模塊，例如 3G網絡 、 全球衛星定位系统 等。
2008年第四季度，iPhone的总销量超越了 黑莓手机 ，成為世界第3大手機製造商，僅次於諾基亞及三星。
2009年，蘋果公司与中国电信运营商中國聯通達成協議，中國聯通获得iPhone在中國的銷售權，10月30日，聯通版iPhone 3G正式在北京世貿天階发售。
2010年6月7日，喬布斯在WWDC中發布iPhone 4，该机一经推出，即收获了用户的一致好评。iPhone 4以其极高的设计水准，得到了许多年轻用户的青睞。
2010年，时任苹果公司CEO乔布斯召开新闻发布会，对“天线门”事件做出正面回应。
2011年1月11日，电信运营商 Verizon 公司宣布，他們與蘋果公司達成協議，Verizon將會開始售賣CDMA版本的iPhone 4，Verizon公司稱2月3日會開始預售，2月10日将正式发售。
2011年3月2日，蘋果公司在iPad 2的發布會上宣布，全球iPhone的销量突破一億台。
2011年9月27日，蘋果公司向外部發送邀請函，邀請各界人士出席他們将於2011年10月4日10時在加州庫比蒂諾苹果總部舉行的發布會，2011年10月4日，蘋果公司新CEO提姆·庫克在發布會上發布新一代iPhone—iPhone 4S，2011年10月14日，蘋果公司正式在美國、英國、法國、德國、澳洲、加拿大及日本七個國家發售iPhone 4S手機；正式發售24小時後，蘋果公司共賣出1,000,000部iPhone 4S。由於iPhone销量惊人，蘋果公司成為2011年盈利最多的手機製造商，超越屹立於榜首長達十多年的諾基亞。
2012年1月，蘋果公司宣布該季度公司53%的利潤來自於iPhone系列產品，該季度蘋果共售出了37,000,000部iPhone，每部iPhone的平均售價為US$622至US$660（約合CN¥4,380至CN¥4,650）。
2012年9月12日，蘋果公司發布iPhone 5，首次将改變屏幕比例的設計，放到了 iPhone 5 上，而iPhone的屏幕則由3.5英吋增至4吋。手機屏幕的比例由3:2逐漸接近16:9（71:40）。
2013年7月22日，蘋果公司的供應商表示他們正在測試大屏幕的iPhone和 iPad ，「蘋果公司已要求智能手機的屏幕，要大於4吋以上，還要求新的平板電腦屏幕設計不大於13英吋。」
2013年9月10日，蘋果公司在美國加州庫比蒂諾的新聞發布會上，透露兩款新iPhone机型，这幾款機型是 iPhone 5c及iPhone 5s。iPhone5C手機外殼由五种顏色的塑料製成。
2014年9月10日，苹果公司在美国加州庫部蒂諾市弗林特劇院（Flint Center）召開發佈會，CEO提姆·庫克（Tim Cook）開場即發布了两款新產品：iPhone 6及iPhone 6 Plus。
美国西海岸時間2015年9月9日，苹果公司在美國加舊旧金山比爾·格拉汉姆市政礼堂召开秋季发布会，发布最新的两款iPhone产品：iPhone 6S及iPhone 6S Plus，尺寸几乎与前代保持一致，分别为4.7英寸和5.5英寸。但由于换上了taptic engine，两款新机的重量和厚度略有調整。
2016年3月22日，苹果公司发布 iPhone SE 。它采用了与iPhone 5s一样的外观设计，但不同的是，iPhone SE采用了与 iPhone 6s 相同的A9处理器，硬件实力与iPhone 6S相当。
2016年9月7日，苹果公司在美国加州比尔·格雷厄姆市政礼堂发布了 iPhone 7 和 iPhone 7 Plus 两款新产品。
2017年9月12日，苹果公司在美国加州圣何塞的乔布斯剧院发布了 iPhone 8、iPhone 8 Plus 和 iPhone X 共三款新机型。三款設備都搭載了 Apple A11 仿生處理器 而且 iPhone X 還首次採用全面屏設計。
2018年9月12日，苹果公司推出了三款新设备，它们分别是：iPhone XR 、iPhone XS 和 iPhone XS Max 。这三款设备都配备了Apple A12 仿生处理器。与之前的 iPhone X 相比，iPhone XS没有太多外观上的变化。
2019年9月10日，苹果公司推出了三款新设备：iPhone 11、iPhone 11 Pro、iPhone 11 Pro Max 首次搭載了三鏡頭系統。
2020年4月15日，苹果公司推出了iPhone SE（第二代）。采用与iPhone 8相似的外观设计，内置了与 iPhone 11 Pro 相同的 A13 仿生处理器。
2020年10月13日，苹果公司推出了四款新设备：iPhone 12 Mini、iPhone 12、iPhone 12 Pro和iPhone 12 Pro Max，這是iPhone首次支持5G網絡。
2021年9月14日，蘋果公司推出了四款新裝置：iPhone 13 mini，iPhone 13、iPhone 13 Pro及iPhone 13 Pro Max，於Pro系列首度採用120Hz ProMotion更新率。
2022年3月9日，苹果公司推出了iPhone SE（第三代）。采用与iPhone SE（第二代）高度相似的外观设计，内置了与 iPhone 13 相同的 A15 仿生处理器。
2022年9月7日，苹果公司推出了四款新设备：iPhone 14、iPhone 14 Plus、iPhone 14 Pro和iPhone 14 Pro Max。iPhone 14、iPhone 14 Plus沿用了iPhone 13系列的外形设计及 A15 仿生处理器，iPhone 14 Pro和iPhone 14 Pro Max则引入名为動態岛的设计来替代原有的刘海设计，搭载最新款 A16 仿生处理器。
2023年9月13日，苹果公司推出了四款新设备：iPhone 15、iPhone 15 Plus、iPhone 15 Pro 和 iPhone 15 Pro Max。全系列采用灵动岛设计。iPhone 15、iPhone 15 Plus搭载 A16 仿生芯片，iPhone 15 Pro 和 iPhone 15 Pro Max 则搭载最新款 A17 Pro 芯片，更首次於此系列採用航空級鈦金屬外框設計。
2024年9月10日，苹果公司推出了四款新设备：iPhone 16、iPhone 16 Plus、iPhone 16 Pro和iPhone 16 Pro Max。加入了新的相機控制功能按鈕﹑歷來最窄的邊框﹑4K 120 fps 杜比視界影片拍攝﹑Apple Intelligence 等功能。iPhone 16 和 iPhone 16 Plus 搭载 A18 芯片，iPhone 16 Pro 和 iPhone 16 Pro Max 则搭载最新款 A18 Pro 芯片。
2025年2月20日，苹果公司推出iPhone16家族新产品：iPhone 16e。新机搭载A18 芯片，使用苹果自研C1调制解调器。

## 型號
蘋果公司已推出47款iPhone型號：

### 在售设备
- iPhone 15（2023–現今）
- iPhone 15 Plus（2023–現今）
- iPhone 16（2024–現今）
- iPhone 16 Plus（2024–現今）
- iPhone 16 Pro（2024–現今）
- iPhone 16 Pro Max（2024–現今）
- iPhone 16e（2025–現今）

### 停售裝置
- iPhone（2007–2008）
- iPhone 3G（2008–2010）
- iPhone 3GS（2009–2012）
- iPhone 4（2010–2013）
- iPhone 4S（2011–2014）
- iPhone 5（2012–2013）
- iPhone 5C（2013–2015）
- iPhone 5S（2013–2016）
- iPhone 6（2014–2016）
- iPhone 6 Plus（2014–2016）
- iPhone 6S（2015–2018）
- iPhone 6S Plus（2015–2018）
- iPhone SE（2016–2018）
- iPhone 7（2016–2019）
- iPhone 7 Plus（2016–2019）
- iPhone 8（2017–2020）
- iPhone 8 Plus（2017–2020）
- iPhone X（2017–2018）
- iPhone XS（2018–2019）
- iPhone XS Max（2018–2019）
- iPhone XR（2018–2021）
- iPhone 11（2019–2022）
- iPhone 11 Pro（2019–2020）
- iPhone 11 Pro Max（2019–2020）
- iPhone SE (第二代)（2020–2022）
- iPhone 12 mini（2020–2022）
- iPhone 12（2020–2023）
- iPhone 12 Pro（2020–2021）
- iPhone 12 Pro Max（2020–2021）
- iPhone 13 mini（2021–2023）
- iPhone 13（2021–2024）
- iPhone 13 Pro（2021–2022）
- iPhone 13 Pro Max（2021–2022）
- iPhone SE (第三代)（2022–2025）
- iPhone 14（2022–2025）
- iPhone 14 Plus（2022–2025）
- iPhone 14 Pro（2022–2023）
- iPhone 14 Pro Max（2022–2023）
- iPhone 15 Pro（2023–2024）
- iPhone 15 Pro Max（2023–2024）

| iPhone型號年表 |
| -------------- |
|                |

## 硬件

### 螢幕與按键

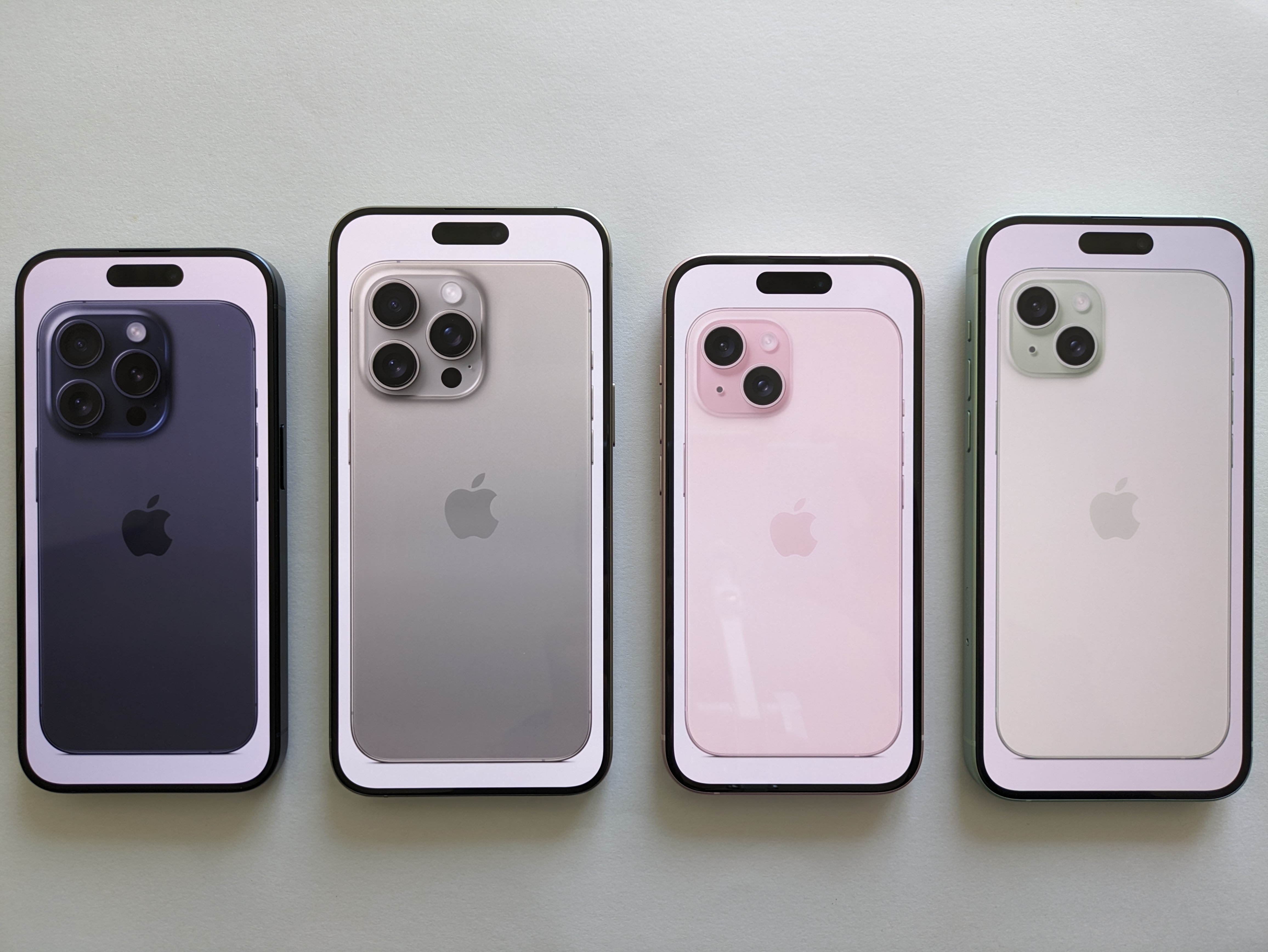
iPhone系列正面照

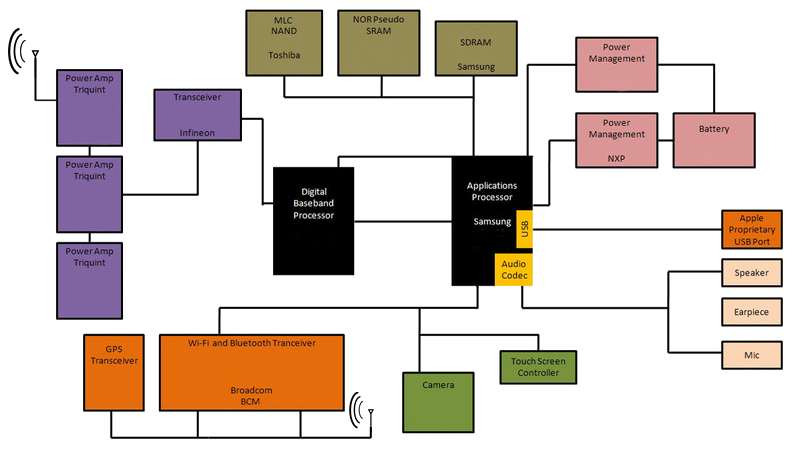
iPhone内部组件

iPhone系列的前4代機型均采用9厘米（3.5英吋）的LCD液晶體多點觸控防刮玻璃顯示器，而iPhone 5的屏幕則增至4英吋，iPhone 6、iPhone 6s、iPhone 7、iPhone 8这四款机型的屏幕大小为4.7英寸，iPhone 6 Plus、iPhone 6s Plus、iPhone 7 Plus、iPhone 8 Plus这四款机型的屏幕则为5.5英寸。2017年发布的iPhone X与2018年发布的XS屏幕均为5.8英寸OLED刘海屏，XR的屏幕达到了6.1英寸，而iPhone XS Max的屏幕甚至达到了6.5英寸。直至iPhone 12 系列推出，iPhone 12 Pro Max更進一步把屏幕尺寸加大至6.7英吋。
iPhone的多點觸控和手勢操控是基於FingerWorks而發展的，截止2020年7月，iPhone系列智能手机拥有两种不同的屏幕，分別是LCD螢幕與OLED螢幕，後者用在2017年發布的iPhone X、2018年發布的iPhone XS、iPhone XS Max及2019年發佈的iPhone 11 Pro、iPhone 11 Pro Max上。在2020年9月，更把OLED屏幕用上iPhone 12全系列。自iPhone 3GS以來，iPhone系列手机屏幕就有有耐指紋疏油塗層，能避免过多的指纹留在iPhone的屏幕上。
2017年发布的iPhone X、2018年發佈的XS、XS Max和2019年發佈的11Pro、11Pro Max使用来自三星的OLED螢幕，并使用了COP（Chip On Plastic）的工艺。

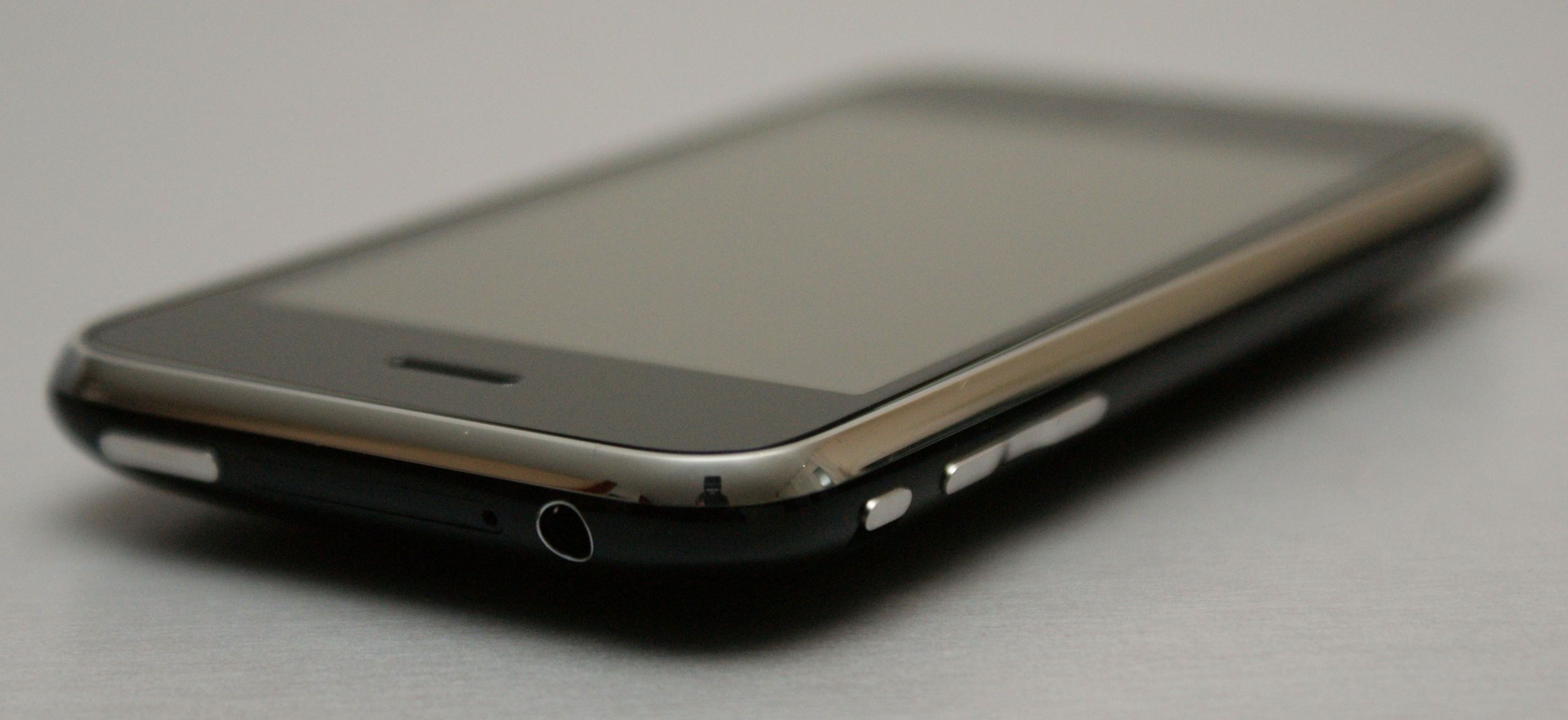
iPhone 3GS的頂部及側面，外型與iPhone 3G相同。從左至右：旁邊 - 喚醒/睡眠按鈕、SIM嗔咭插糟、耳機插孔、靜音開關、音量控制。頂部 - 屏幕上的聽筒；第一代iPhone的按鍵使用全黑色塑膠製造。

iPhone X之前機型和第二代iPhone SE正面有一个叫做“home键”的圆形按键，它主要用於關閉使用中的應用程式，導航到主螢幕界面，或是喚醒手機。iPhone還有額外5個按鈕：电源按鈕 - 位於電話的右側（iPhone 5s及以前的型号和第一代SE位於電話頂部 ），作為電源按鈕，它亦能作為控制來電的控制，當接到來電時，按一次电源按鈕可使来电静音，按兩次可使來電转接至語言信箱（因不同国家和地区政策不同，可能在某些情况下无法使用），長按會唤醒Siri（iPhone 8及以前的型号和第二代SE会打开电源选项），關機後長按會使手机开机，而全面屏iPhone在锁屏状态下连按两次电源键后会打开Apple Pay；機身左側是靜音和音量控制鍵，音量按鍵可以增加或減少音量，靜音鍵能使電話鈴聲、提示音、推送通知、相機快門等快速轉換為靜音，但是音量键不會停止鬧鈴响铃。自iPhone 15 Pro開始，靜音鍵被操作按鈕取代，新的操作按鈕除了能實現原靜音鍵的靜音功能外，亦可以由用戶自行更改為其他快捷指令操作。在一些國家或地區，當靜音鍵打開或操作按鈕設定為靜音功能並激活時，相機快門聲、語音備忘錄音等音效無法關閉。
在第一代iPhone上，除Home Button外，其他按鈕均為塑膠材料；但自iPhone 3G起，除Home Button外，按鈕均为金属材质。

### 传感器

#### 距离传感器
通話時，當人的臉部靠近顯示屏，近距感應器會使屏幕熄滅，這是為了節省電量并防止用戶的耳朵、臉部造成誤觸。

#### 光线传感器
光线传感器能探测周遭的光源并調節屏幕的亮度，從而節省電量。

#### 磁传感器
磁传感器自iPhone3GS开始内置于iPhone系列智能手机，用於測量磁场強度或磁場的方向。有時候某些無線電信號會干擾磁力感應器，手机会提示用户遠離干擾源或以8字形摆动手机以重新校準。自iPhone 3GS起，此功能开始内置于iPhone，使用时，指針将顯示出手机顶部所朝方向。

#### 重力传感器
一個用於手機定位及相應地調整屏幕的三軸加速器，页面方向将会根据手机的摆放位置而调整。重力传感器還可以用於控制應用，特別是遊戲。从iPhone 5s开始，它还可以用作计步器，此功能包含在M7协处理器以及其后续版本中。

#### 液體接觸感應器
iPhone的耳機插槽内有一塊小圓片，當接觸到水等液體時會由白色轉成紅色。
iPhone 3G和之後機型的Dock連接埠也有類似的感應器。
由於蘋果公司的保修範圍不涵蓋因手机内部进入液体引发的手机故障，故苹果售后服务工作人员會先檢查此感應器，确认非液体进入引发手机故障后，才会对用户的iPhone提供售后服务。

#### 迴轉儀感應器
从iPhone 4起，iPhone智能手機亦包括陀螺傳感器，用来使iPhone更精确的感知手机的角動量变化。

#### 无线电传感器
早前版本的iPhone都内置个可以接收调频收音机信号的芯片；但即便苹果已经移除了收音机功能，该芯片的内置还是持续到了iPhone 7系列。

#### 指紋感應器（触控ID）
iPhone 5S的Home鍵設有指紋感應器，能夠採集用戶的指紋特征，配合触控ID功能即可實現包括屏幕解鎖、App Store、iTunes免密码验证身份等功能。

#### 面部识别传感器（面容ID）
iPhone X上的面容ID会先用光感应元件获取用户脸部的2D红外照片，然后再用红外摄像头识别，接下来用点阵投影器向用户的脸投出三万多个特定编码的红外点，再通过反射回到红外接收器，利用红外照片和反射回去的信号点间的偏移，就可以获得用户脸部表面的景深信息，从而构建一个3D精确模型，然后就会将红外图像和3D精准模型发送到处理器中，并转化成一道数学表达式，比对之前已注册的面部数据后，就会得出结论，从而进行应用。

### 聲音與音频輸出

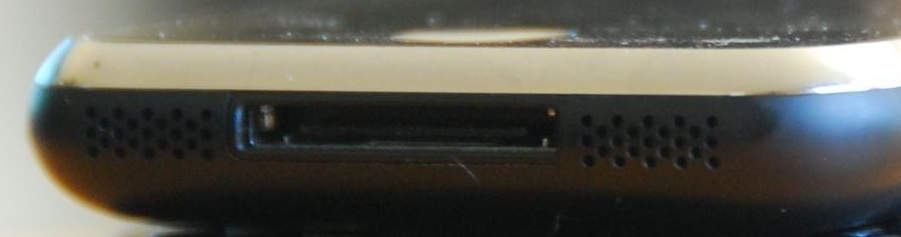
第一代iPhone底部的揚聲器（左）及麥克風（右），中間為dock連接埠。如連接耳機，聲音只會從它播放。

在iPhone的底部，左方是揚聲器，右方是麥克風，在屏幕的上方有一個額外的揚聲器，作為手机的聽筒，iPhone 7及以后的机型中，它也充当扬声器。iPhone 4還包括一個用来实现降噪通话的小型聽筒
在iPhone 4s及以前机型中，iPhone的左上方配有3.5mm接口，用来输出音频信号，其后，一直到iPhone 6s，3.5mm接口被放在了手机的左下方，而从iPhone 7开始则直接移除了该接口，目的是为了保持手机的良好密封以及节省机内空间。第一代iPhone的由於設計特殊，以致连接上大部分的设备后，都无法使用，需要外接一個轉接器才能夠使用，后来的版本通过安裝额外设备，使大部分设备都能與iPhone相配，問題得以消除。汽車安装輔助插孔后，通過內置的藍牙芯片，可将iPhone与汽车多媒体系统连接，用于车载电话。
蘋果公司的EarPods在靠近麥克風的位置有一個多功能按鈕，用於播放或暫停音樂，跳過、接聽或結束通話，而不需使用手机进行操作。少數專門為iPhone而設计的其他耳機亦包括该功能，能兼容新版本的iPhone。
更新至iOS 3.x及以后版本后，iPhone內置的藍牙2.x+EDR可以连接蓝牙音频设备。有了這些配置，用戶可以與其他具有藍牙功能的手機交換多媒體文件，如圖片、音樂和視頻等。

### 電池

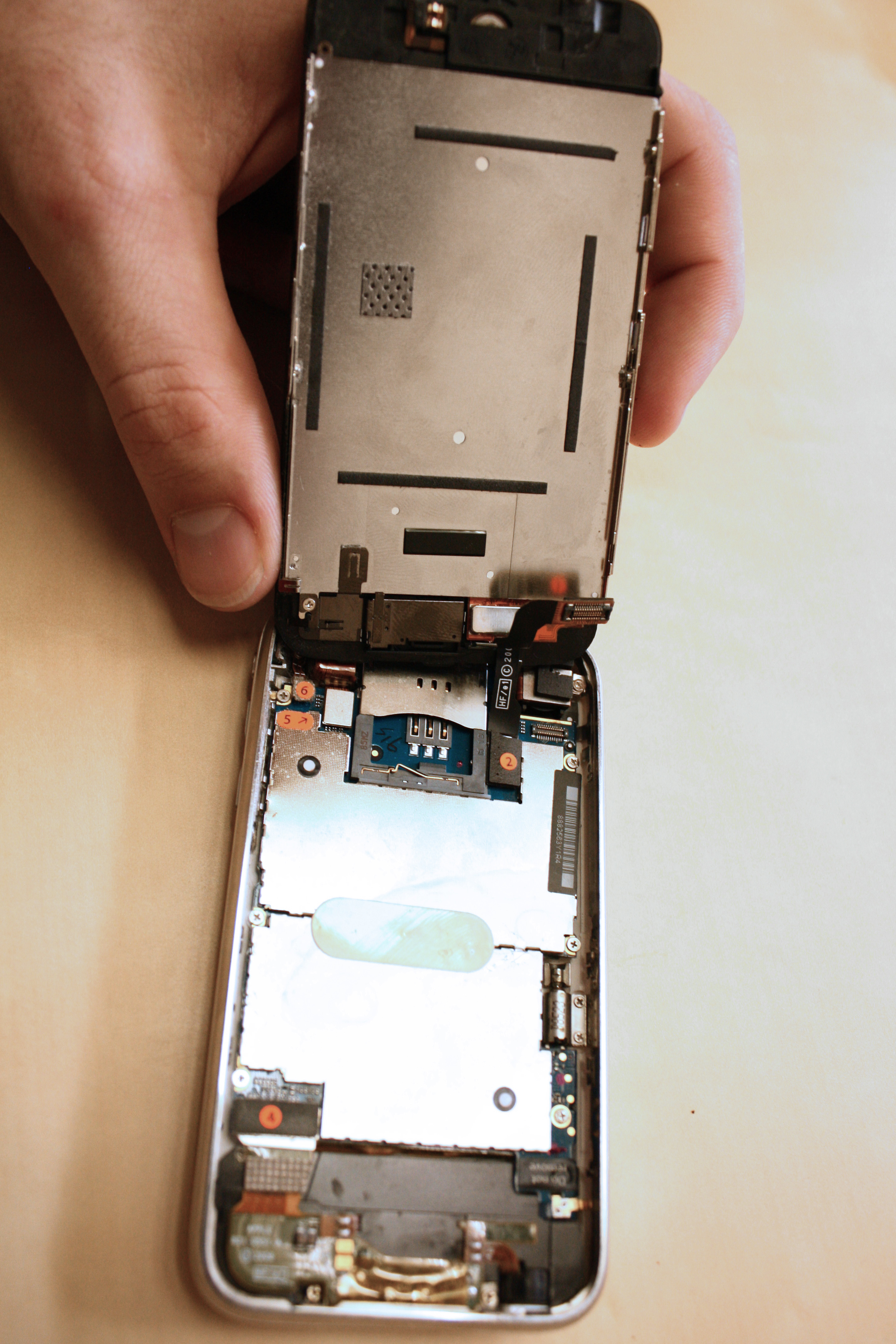
更換iPhone電池需要拆机，此图为iPhone內部。

iPhone的电池为不可拆卸。。當iPhone連接到電腦時，可以透過USB連接線進行同步及充電。

第一代iPhone

早期的iPhone電池壽命曾一度被一些科技記者批評称不满足质量要求，J. D. Power and Associates公司所進行的顧客滿意度調查報告中，用户在iPhone「電池方面」的滿意度十分低，iPhone 3G的电池最低評分為2分（满分5分）。如電池在保養期內出現故障或损耗过多，用戶可申请售后服务以進行免費更換，保養期為一年（自购买之日开始计算），如用户额外購買了Apple Care全方位服務計劃的話，保養期可延長至兩年。電池更換服務的收費是基於用戶的產品状况而定。致力于维护消費者權利的消費者倡導組織，投訴蘋果公司和电信运营商AT&T為用戶提供电池更换服务時收取额外費用。自2007年7月，第三方厂家也推出了电池更换服务，相比蘋果公司的電池更換服务收费更低。
在iPhone X上，苹果公司采用了双电池的方案，使得iPhone X的电池容量达到了2716mAh。

### 相機

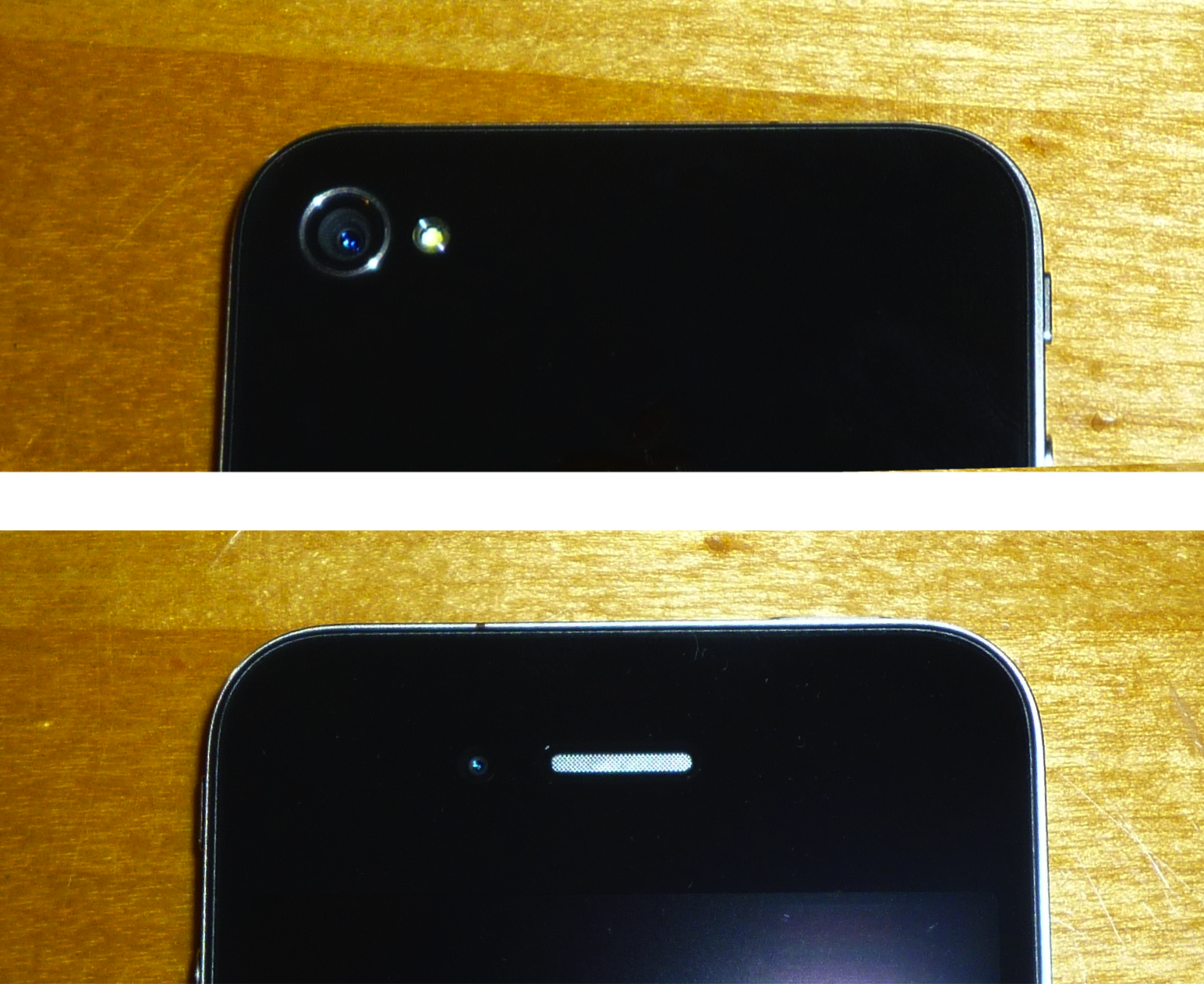
iPhone 4是第一代擁有雙鏡頭的iPhone，後置鏡頭於背面頂部有LED閃光燈，前置鏡頭置於正面頂部，適用於iPhone 4及往後的機型。

第一代iPhone及iPhone 3G都有一個固定焦距的200萬像素後置摄像头，它們沒有閃光燈、光學焦距及自動對焦等功能，亦不支援拍攝視頻。
iPhone 3GS的相機鏡頭由OmniVision製造，320萬像素鏡頭，支援自動對焦、自動白平衡、自動微距（長達10厘米），可拍攝640 x 480像素照片（VGA解像度），视频可达到每秒30幀。雖然跟高端的CCD攝錄機不同，iPhone具有滾動快門效果，短片可以於iPhone上裁剪，並直接上傳到YouTube、MobileMe等网站。
iPhone 4有一颗后置500萬像素摄像头（2,592×1,936解像度），能夠拍攝分辨率为720p的短片，支援高解像度拍攝。它亦有一個背照式傳感器，能夠在微弱的光線条件下拍攝，LED閃光燈可在拍攝時一直亮著，這是能夠做到高動態範圍攝影的第一部iPhone。iPhone 4還搭载了前置鏡頭，用於視像通話，能拍攝VGA照片和SD短片。
iPhone 4S的後摄像功能则提升到了800萬像素，支援分辨率为1080p的短片拍攝，內置的迴轉儀能使錄製短片時保持影像穩定。使用iOS 6或更高版本的iPhone 4S及iPhone 5，可以透過內置的相機程式拍攝全景照片，iPhone 5爾更能在拍攝短片的同時截取照片。
iPhone 5據說能拍到從光源中出來的紫霧，雖然消費者報告中指它「比起有精細鏡頭的前幾代iPhone或其他Android手機，沒有那麼容易拍攝得到明亮光源所產生的紫霧...。」
在锁屏界面下，搭载iOS7或更高系统版本的iPhone只要向左滑就可以打开相机功能，而在全面屏的iPhone上只要长按 (在 iOS 12 前为重按) 相机图标就可以打开相机，亦可以向左滑动打开。
iOS 7的測試版指出蘋果公司下一代iPhone的鏡頭可能新增慢動作拍攝模式。
iPhone 6 Plus的后置摄像头首次支持光学防抖（OIS），之后的iPhone 6s Plus的后置摄像头也同样支持光学防抖，并且像素数也提升到1200万。
iPhone 7及以后的iPhone摄像头全部支持光学防抖，但Plus系列仅支持后置广角主摄像头防抖。
iPhone 11、iPhone 11 Pro、iPhone 11 Pro Max這三款iPhone的后置摄像头和前置摄像头像素数權迎来升级，达到1200万，藉以達到更無縫的摄像头切體驗，但是新引入的超广角镜头不支持光学防抖，而iPhone 12 Pro Max则首次引入了感光元件位移防抖功能。

### 儲存與SIM卡

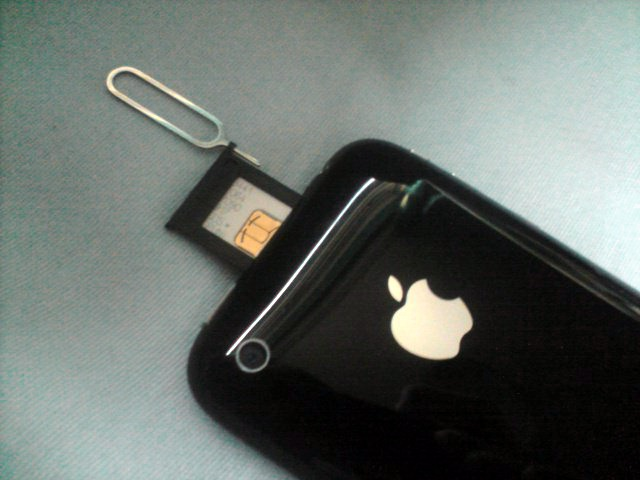
iPhone 3G跟SIM卡開啟器。
SIM卡開啟器置於SIM卡位置的插孔，SIM卡插槽就會彈出。

第一代iPhone有兩種內置儲存容量可供選擇，分别是4GB和8GB版本。2007年9月5日，4GB版本停产。2008年2月5日，蘋果公司增加16GB版本。
iPhone 3G有8GB和16GB兩種選擇，而iPhone 3GS有16GB及32GB版本，推出三年後的2012年9月更推出8GB版本。
iPhone 4有16GB和32GB兩種選擇，8GB版本以較低價格與iPhone 4S同步出售。iPhone 4S在三種容量可供選擇，分別為16GB、32GB和64GB，當中所有數據都儲存在內置的閃存裝置上。iPhone並不支援透過外置記憶卡或SIM卡儲存。
GSM 型號的iPhone使用SIM卡自动识别网络。第一代iPhone、iPhone 3G及iPhone 3GS的SIM卡安装於手機頂部的插槽的托盤上。SIM卡開啟器或迴紋針都能打開SIM卡托盤。SIM卡開啟器是一個簡單的液態金屬切片，購買iPhone時附送。iPhone 4及iPhone 4S的Micro SIM卡槽位于手機的右側。使用CDMA的iPhone 4，如其他只有CDMA制式的手機一樣，只有一個或无SIM卡插槽。
iPhone 4S使用CDMA时需要SIM卡槽，但手机不依賴SIM卡來啟動CDMA網絡。使用CDMA的iPhone 4S通常有一個電訊商允許的漫遊SIM卡於購買時預載在其SIM卡槽上，只適用於某電訊商認可的國際GSM網絡。SIM卡槽是鎖定用於CDMA提供的SIM卡漫遊服務。
以Verizon為例，若用戶在過去的60天內信譽良好，可以致電他們的支援電話，要求SIM卡解鎖來作國際通話，此方法只能在iPhone 4S使用國際電訊商时解鎖使用，并會拒絕任何非國際的SIM卡使用（例如AT&T或T-Mobile）。
iPhone 5提供16GB、32GB和64GB的容量選擇，與之前的iPhone 4S一樣。它使用新設計的Nano SIM卡，體積較Micro SIM還要小，是為內部組件提供更多空間而設。Nano SIM還適用於iPad mini。
iPhone 6提供16GB、64GB和128GB的容量選擇，3年后的2017年推出32GB版本。
iPhone 6S最初提供16GB、64GB和128GB的容量選擇，但iPhone 7推出後將iPhone 6S的16GB和64GB停產，重新推出32GB並且與128GB的容量選擇。
iPhone 7提供32GB、128GB和256GB的容量選擇，與之前的iPhone 6不一樣的是取消了16GB及64GB(除了曜石黑iPhone7及iPhone 7 Plus 僅有128GB以及256GB容量以及iPhone SE仍有16GB和64GB容量)。
iPhone8及iPhone8 Plus以及iPhoneX只有64GB、256GB兩種容量。
iPhone XS，iPhone XS Max 提供64GB、256GB和512GB的容量選擇。iPhone XR則提供64GB，128GB，256GB選擇。在iPhone 11系列發佈後，iPhone XR的容量選擇只餘下64GB，128GB。直至iPhone 12系列發佈後，iPhone XR亦維持這2種容量選擇。
iPhone 12系列一共有4種機型。iPhone 12 mini, iPhone 12分別提供64GB，128GB，256GB選擇。專業級型號的iPhone 12 Pro，iPhone 12 Pro Max則提供128GB，256GB，512GB選擇。
从iPhone XS，iPhone XS Max 和iPhone XR开始支持同时使用兩張SIM卡，一張為SIM卡，另一張為沒有實體的eSIM卡，但是中国大陆、香港及澳门售賣的iPhone XS Max及iPhone XR機型都可以使用双实体Nano SIM卡。
iPhone 11系列也是雙卡，大部分地區的版本是其中一張為SIM卡，另一張為沒有實體的eSIM卡。中国大陆、香港及澳门售賣的版本亦是保留實體雙卡版本。
iPhone 12系列也是雙卡，大部分地區的版本是其中一張為SIM卡，另一張為沒有實體的eSIM卡。中国大陆、香港及澳门售賣的版本則只有iPhone 12，iPhone 12 Pro以及iPhone 12 Pro Max是實體雙卡版本。
iPhone 14系列也是雙卡，大部分地區的版本是其中一張為SIM卡，另一張為沒有實體的eSIM卡。中国大陆、香港及澳门售賣的版本為實體雙卡版本。另外，於美國發售之iPhone 14系列不再具備 SIM 卡插槽。

### 隨機配件

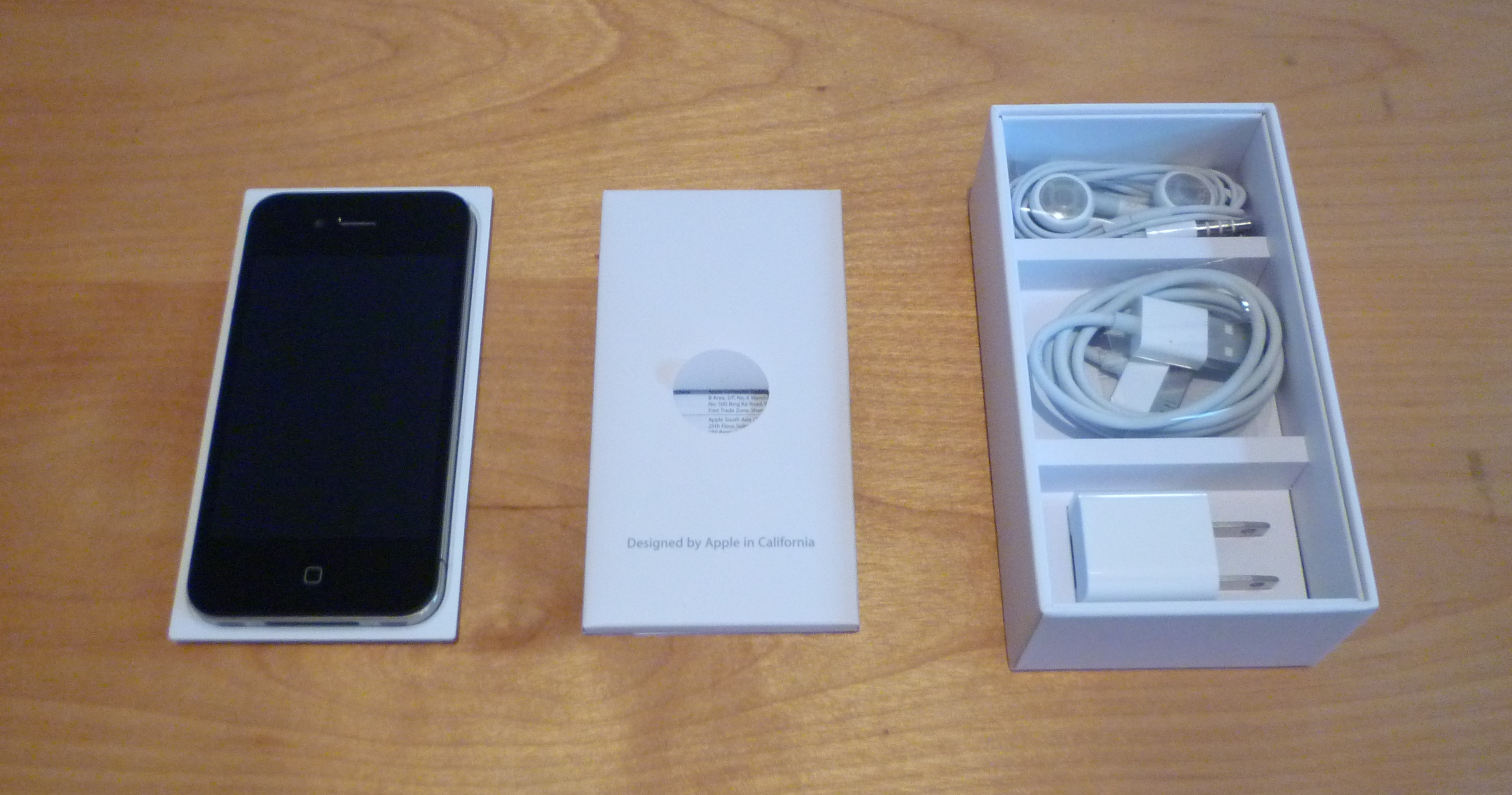
iPhone 4盒裝的內容，從左至右：置於塑膠蓋中的iPhone 4、說明文件、及（由上至下）耳機、USB連接埠和AC充電插座。

所有iPhone的包裝盒中均包括一份說明文件、與USB的連接埠及AC充電插座。
第一代iPhone及iPhone 3G也隨機附有清潔屏幕用的抹布。除此之外，還包括一個附有麥克風的立體聲耳機，和一個直立式用於充電及同步功能的塑膠Dock連接埠；iPhone 3G包括一個類似上一代的耳機，加上一個SIM卡彈出工具；iPhone 3GS有一個SIM卡彈出工具和經改良的耳機，與之前的耳機不同，新增音量控制功能的按鈕。
iPhone 3G與iPhone 3GS使用同一款的Dock連接埠，但跟大部分的手機不同的是，充電插座及USB連接埠是可以分開獨立出售的，但不是第一代iPhone的Dock。USB連接埠與充電插座的電線為同一條電線。連同超小型USB電源適配器的iPhone 3G及iPhone 3GS於北美、日本、哥倫比亞、厄瓜多爾和秘魯出售。
在2020年10月13日的蘋果公司發布會上，蘋果公司宣布為了環保的考量，自iPhone 12系列開始，所有販售當中的iPhone將不再隨機附送電源供應器和耳機，只會附送一條USB-C to Lightning傳輸線，而在法国发售的iPhone因为法律限制则依然包含耳机。
在2023年9月13日蘋果公司發布會上，蘋果公司宣布iPhone 15系列開始，會改用USB-C連接埠，改為附送一條USB-C傳輸線。
截止到2024年，蘋果公司的iPhone隨機配件如下：
| iPhone机型           | 說明書 | 抹布 | USB传输线          | 电源供应器 | SIM卡針 | 耳机                               | MicroUSB转接器 （欧洲及中国大陆） |
| -------------------- | ------ | ---- | ------------------ | ---------- | ------- | ---------------------------------- | --------------------------------- |
| 初代iPhone           | 是     | 是   | 30針USB            | 是         | 是      | 附有麥克風的耳機                   | 否                                |
| iPhone 3G            | 是     | 是   | 30針USB            | 是         | 是      | 附有麥克風的耳機                   | 否                                |
| iPhone 3GS           | 是     | 否   | 30針USB            | 是         | 是      | 附有麥克風的耳機                   | 否                                |
| iPhone 4             | 是     | 否   | 30針USB            | 是         | 是      | 附有麥克風的耳機                   | 否                                |
| iPhone 4s            | 是     | 否   | 30針USB            | 是         | 是      | 附有麥克風的耳機                   | 是                                |
| iPhone 5             | 是     | 否   | Lightning          | 是         | 是      | 附有麥克風的EarPods                | 是                                |
| iPhone 5c            | 是     | 否   | Lightning          | 是         | 是      | 附有麥克風的EarPods                | 是                                |
| iPhone 5s            | 是     | 否   | Lightning          | 是         | 是      | 附有麥克風的EarPods                | 是                                |
| iPhone 6             | 是     | 否   | Lightning          | 是         | 是      | 附有麥克風的EarPods                | 是                                |
| iPhone 6 Plus        | 是     | 否   | Lightning          | 是         | 是      | 附有麥克風的EarPods                | 是                                |
| iPhone 6s            | 是     | 否   | Lightning          | 是         | 是      | 附有麥克風的EarPods                | 否                                |
| iPhone 6s Plus       | 是     | 否   | Lightning          | 是         | 是      | 附有麥克風的EarPods                | 否                                |
| iPhone SE （第一代） | 是     | 否   | Lightning          | 是         | 是      | 附有麥克風的EarPods                | 否                                |
| iPhone 7             | 是     | 否   | Lightning          | 是         | 是      | 附有麥克風的Lightning EarPods      | 否                                |
| iPhone 7 Plus        | 是     | 否   | Lightning          | 是         | 是      | 附有麥克風的Lightning EarPods      | 否                                |
| iPhone 8             | 是     | 否   | Lightning          | 是         | 是      | 附有麥克風的Lightning EarPods      | 否                                |
| iPhone 8 Plus        | 是     | 否   | Lightning          | 是         | 是      | 附有麥克風的Lightning EarPods      | 否                                |
| iPhone X             | 是     | 否   | Lightning          | 是         | 是      | 附有麥克風的Lightning EarPods      | 否                                |
| iPhone XR            | 是     | 否   | Lightning          | 是         | 是      | 附有麥克風的Lightning EarPods      | 否                                |
| iPhone XS            | 是     | 否   | Lightning          | 是         | 是      | 附有麥克風的Lightning EarPods      | 否                                |
| iPhone XS Max        | 是     | 否   | Lightning          | 是         | 是      | 附有麥克風的Lightning EarPods      | 否                                |
| iPhone 11            | 是     | 否   | Lightning          | 是         | 是      | 附有麥克風的Lightning EarPods      | 否                                |
| iPhone 11 Pro        | 是     | 否   | USB-C to Lightning | 是         | 是      | 附有麥克風的Lightning EarPods      | 否                                |
| iPhone 11 Pro Max    | 是     | 否   | USB-C to Lightning | 是         | 是      | 附有麥克風的Lightning EarPods      | 否                                |
| iPhone SE （第二代） | 是     | 否   | Lightning          | 是         | 是      | 附有麥克風的Lightning EarPods      | 否                                |
| iPhone 12 mini       | 是     | 否   | USB-C to Lightning | 否         | 是      | 否 （2022年1月24日后法国不再附有） | 否                                |
| iPhone 12            | 是     | 否   | USB-C to Lightning | 否         | 是      | 否                                 | 否                                |
| iPhone 12 Pro        | 是     | 否   | USB-C to Lightning | 否         | 是      | 否                                 | 否                                |
| iPhone 12 Pro Max    | 是     | 否   | USB-C to Lightning | 否         | 是      | 否                                 | 否                                |
| iPhone 13 mini       | 是     | 否   | USB-C to Lightning | 否         | 是      | 否                                 | 否                                |
| iPhone 13            | 是     | 否   | USB-C to Lightning | 否         | 是      | 否                                 | 否                                |
| iPhone 13 Pro        | 是     | 否   | USB-C to Lightning | 否         | 是      | 否                                 | 否                                |
| iPhone 13 Pro Max    | 是     | 否   | USB-C to Lightning | 否         | 是      | 否                                 | 否                                |
| iPhone 14            | 是     | 否   | USB-C to Lightning | 否         | 是      | 否                                 | 否                                |
| iPhone 14 Plus       | 是     | 否   | USB-C to Lightning | 否         | 是      | 否                                 | 否                                |
| iPhone 14 Pro        | 是     | 否   | USB-C to Lightning | 否         | 是      | 否                                 | 否                                |
| iPhone 14 Pro Max    | 是     | 否   | USB-C to Lightning | 否         | 是      | 否                                 | 否                                |
| iPhone SE （第三代） | 是     | 否   | USB-C to Lightning | 否         | 是      | 否                                 | 否                                |
| iPhone 15            | 是     | 否   | USB-C              | 否         | 是      | 否                                 | 否                                |
| iPhone 15 Plus       | 是     | 否   | USB-C              | 否         | 是      | 否                                 | 否                                |
| iPhone 15 Pro        | 是     | 否   | USB-C              | 否         | 是      | 否                                 | 否                                |
| iPhone 15 Pro Max    | 是     | 否   | USB-C              | 否         | 是      | 否                                 | 否                                |
| iPhone 16            | 是     | 否   | USB-C              | 否         | 是      | 否                                 | 否                                |
| iPhone 16 Plus       | 是     | 否   | USB-C              | 否         | 是      | 否                                 | 否                                |
| iPhone 16 Pro        | 是     | 否   | USB-C              | 否         | 是      | 否                                 | 否                                |
| iPhone 16 Pro Max    | 是     | 否   | USB-C              | 否         | 是      | 否                                 | 否                                |

## 軟體

### 用户界面
iPhone主螢幕畫面基於圖形使用者界面，可用的應用程式以圖形化列表顯示，通常每次只运行一个程序。大多数情况下，iOS与苹果服务密不可分，譬如Apple Notification Service、App Store与iCloud。

### 设计理念
iOS7之前，iPhone上的iOS采用拟物化的设计，系统中有大量的高光阴影的元素，其目的是为了降低用户的学习和使用成本。
在iOS7及以后，系统中的许多元素都略微透明和模糊，其目的是为了突出主要信息，提升用户的使用效率。

### 通话
iPhone支援電話會議、暫停通話、來電顯示、合併通話等功能，並整合iPhone與其他網絡功能，例如音樂播放時接到來電，此時音樂淡出，並於通話結束後音樂繼續播放。
近距感應器會因通話時臉部貼近電話時關閉屏幕和觸感電路，以節省電源並防止無意觸碰。在iPhone4之前的型號並不支援視像通話或視像會議，後來蘋果公司於iPhone 4的設計上加裝一個前置鏡頭，才開始支援視像通話。iPhone 4發布後，蘋果公司推出FaceTime視像通話應用程式，讓iPhone用户利用Wi-Fi或數據網絡進行視像通話。初時僅支援通過第三方應用程式的語音撥號。Siri和语音控制可讓用戶語音說出聯絡人姓名或電話號碼並直接撥號打出。iPhone還包括語音信箱功能（某些國家或地區適用），讓用戶只要直接查看屏幕上的語音留言清單，而不需致電語音信箱進行操作。
2007年9月5日，蘋果公司在美國推出音樂鈴聲，用戶能夠從歌曲中自行製作鈴聲，或從iTunes商店以小額額外費用就能購買。歌曲可以從一首歌曲中任何部分抽出來，長度為3至30秒，可以加入淡入及淡出效果，當循環播放時可設置半秒至5秒的停頓，或是循環播放。所有定製可於iTunes中或以蘋果公司的GarageBand 4.1.1或以上版本中完成製作（僅用於Mac OS X），第三方應用程式也能達到。
2012年9月19日發布iOS 6，蘋果公司新增用戶能選擇拒絕來電的功能，他們可以選擇以訊息回覆，或設定提醒功能於稍後時間回覆。
iPhone 7通话时被爆会有电流声，引起了用户的诟病。

### 多媒體
iPhone提供Apple Music三个月的免费试用，支援AAC、MP3、AAX、WAV等格式的音樂及MP4影片格式的输入，而用戶需要透過iTunes才能把電腦的多媒體檔案傳送至iPhone。除了播放列表外，所有選項都是按字母順序排列。
蘋果公司允許用戶直接從iTunes Store購買和下載正版音樂到他們的iPhone，或付费订阅Apple Music。
苹果截止到2018年7月，有三款官方耳机产品，一款是有线耳机EarPods，一款是无线耳机AirPods，还有两款是针对没有耳机孔的iPhone机型推出的Lightning接口的EarPods和USB-C接口的EarPods。
iPhone 5s及后续机型且运行至少iOS11.4系统的手机可以将Apple Music上的音乐放到HomePod上收听（中国大陆版HomePod需要至少iOS12系统的手机）。

### 通讯与网络
第一代iPhone能夠連接Wi-Fi或以2G和2.75G（GSM或EDGE）網絡連上互聯網。iPhone 3G推出時支援第三代流動通訊UMTS和HSUPA 3.6，iPhone 3GS及iPhone 4支援HSUPA 7.2，只有iPhone 4S支援HSUPA（14.4Mbit/s）。AT&T早在2004年7月推出3G網絡，但喬布斯於2007年下半年指3G網絡在美國仍未有被廣泛普及，以及iPhone上的晶片能源效率不夠高，而且生產價錢不菲，故決定第一代iPhone不支援3G網絡。在2.0更新版本中，加入一些大學或企業常用的認證系統，支援IEEE 802.1X。
在點認的情況下，iPhone會詢問用戶加入新發現的Wi-Fi網絡，並需要密碼加入，另外，它也可以手動關閉Wi-Fi網絡，它會自動按照訊號強度來排序，並在可用時選擇最強訊號的Wi-Fi網絡，而不是EDGE網絡。同樣地，iPhone3G、iPhone3GS及iPhone4可以選擇2G和3G或Wi-Fi。
在流動數據網絡下，電郵附件及由蘋果公司和各種的網上商店每次的下載量必須少於20MB。容量較大的檔案，經常接收電郵附件及播客，都需要在Wi-Fi網絡下載，因為這裡沒有檔案容量的限制。若Wi-Fi網絡不適用，解決辦法就是在Safari中開啟檔案
iPhone 3GS和iPhone 4可以結合地圖為重心的數碼指南針。蘋果公司開發一個讓用戶在iPhone上觀看YouTube短片的獨立應用程式，它以H.264編碼，需要互聯網的支援才能觀看影片。
iPhone用戶可以經常在任何地方進入互聯網，根據谷歌於2008年的調查，iPhone是搜尋次數最多的手機品牌，超過其他品牌手機搜尋次數的50倍，而內置的天氣和股市報價程式都需要互聯網的支援。
根據德國電信的CEO René Obermann稱，「iPhone用戶的平均互聯網使用率是超過100MB，這是我們基本合約客戶平均用量的30倍。」尼爾森公司研究發現，有98%的iPhone用戶會使用2G、3G及Wi-fi數據服務，以及當中的88%會使用iPhone上網。但在中國方面，iPhone 3G和iPhone 3GS都沒有建構和分發給Wi-Fi網絡。
2008年1月的軟件更新允許第一代iPhone使用手機訊號塔與Wi-Fi網絡的位置進行「定位」，但由於缺乏GPS硬件配合，iPhone 3G之後的智能電話採用AGPS，此技術由美國營運。由於iPhone 4S支援格洛納斯全球定位系統，此技術由俄羅斯營運。
2011年1月，verizon引進iPhone銷售，引起公眾注意的是手機已可連接互聯網。在兩個美國電訊商的發展下，AT&T網絡已可同時使用電話及互聯網，verizon網絡只支援兩者單獨使用。
2013的WWDC中，苹果介绍了能通过蓝牙无线的传输文件的AirDrop。
2014年1月17日苹果公司发布了支持中国移动的3G和4G的iPhone 5s和iPhone 5c。此前iPhone并不支持中国移动3G网络。
2015年9月30日，苹果公司正式向中国大陆用户提供Apple Music、iTunes电影、iBooks。
2016年4月，苹果公司停止向中国大陆用户提供iTunes电影与iBooks，有媒体认为是版权问题，也有媒体认为是中国共产党利用监管部门关闭了iTunes电影与iBooks。
到了2018年发布的iPhone X与iPhone 8和iPhone 8 Plus则支持了日本的准天顶卫星系统。
到了2020年發布的iPhone 12與iPhone 12 Pro系列首次支持了5G。

### 文字输入

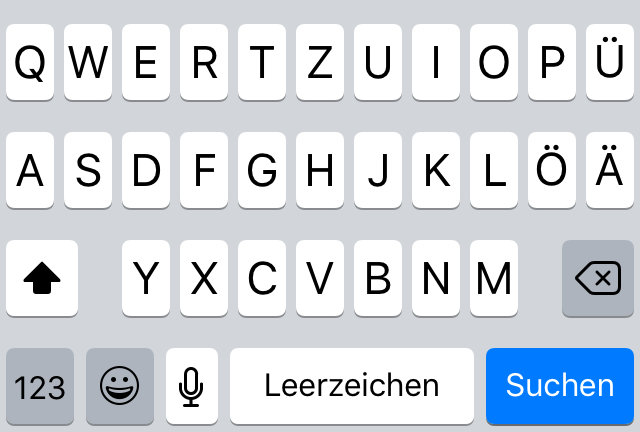
iOS7中的虚拟键盘

對於文字輸入，iPhone於觸控屏幕中內置虚擬鍵盤，支援拼寫檢查及改正、預測輸入字功能，和用戶能加入新詞的動態字典，iOS11或以后的操作系统Siri可以预判用户想要输入的内容。。橫向模式時，按鍵會變得稍大和間隔稍遠，更方便於文字輸入，但只得到少量應用程式支援。
iPhone支援多國語言輸入法，可以輸入21種語言。iPhone可以輸入重音符號的字詞，只要按著字母兩秒便可，再從彈出的選擇中揀選適合的字便完成操作。

### 邮件與短訊
iPhone設有支援HTML電郵程式，讓用戶把檔案嵌入電郵訊息中，包括相片、PDF、Word、Excel和PowerPoint附件，還可在電話中檢視。
iPhone第一個版本的韌體，是透過Microsoft Exchange伺服器上開放IMAP來運作。蘋果公司也容許Microsoft ActiveSync（至2010年7月）支援平台發布的iPhone2.0韌體（包括電郵推送）。iPhone會把電郵帳號的設定同步至蘋果公司的電郵應用程式、Microsoft Outlook和Microsoft Entourage，或可以本機手動設置。如設定正確，電郵程式能進入多個IMAP或POP3帳戶。
短訊的排列模式類似於郵箱的格式，所有短訊都是把回覆對話置於同一版面中，界面以對話氣泡顯示（與iChat類似），根據每位收件人姓名排列，於同一個版面中顯示出來。iPhone內置支援電郵的轉發、草稿及把圖片嵌入一併發送功能。在1.1.3版本更新中加入支援多個收件人功能。

### 第三方應用程式
在2007年6月11日的WWDC上，時任蘋果公司CEO的喬布斯公布iPhone將會支援第三方應用程式Ajax，用以分享iPhone界面的外觀。2007年10月17日，喬布斯在蘋果公司“熱點新聞”的日誌中張貼一封公開信，公布於2008年2月將會提供一個軟件開發工具包（SDK）予第三方軟件開發者。
iPhone的SDK於2008年3月6日正式發布。這是一個需要向蘋果公司註冊的免費下載軟件，它讓軟件開發者進行iPhone的開發，然後在「iPhone模擬器」中進行測試。
應用程式商店於2008年7月11日連同預載iOS 2.0的iPhone 3G一同發布，連同保養首次一同支援。iPhone用戶能夠免費更新。。

### Siri
Siri是自iPhone 4S以后就搭载在iPhone上的语音助手，与2012年9月支持中文语音。

### Apple Pay
这是苹果在2014年秋季发布会所推出的移动支付和电子现金服务，集成在Apple Wallet应用中，适用于iPhone6或后续的iPhone，在锁屏界面按下home键就可以打开Apple Pay（在iPhone X及以后机型中是双击侧边按键），在中国大陆的一些城市的付费设施与一些商店支持Apple Pay。

### 其他

#### iCloud和iMessage
iCloud的前身是mobileme，iCloud附带5GB存储空间，能付费扩充。可以存储用户的部分第三方应用数据、照片、电邮等。
iMessage是苹果推出的即时通讯软件，要求聊天双方都使用苹果设备，不同于短信与彩信，它是免费的。

#### Handoff和Game Center
Handoff在iOS 8中首次發佈，该功能可以在iOS 8及以上的任意一台苹果裝置（Mac需要yosemite或更高版本）中开始一项工作，让后继续在另外一台iOS 8或以上的苹果裝置中继续进行。Game Center是专门为游戏玩家设计的社交網路平台，发布于iOS 4.1，开始是作为独立的應用程式出现，后来成为一种服务存在。

#### 易用性
iPhone為不同人士提供一個無障礙環境，例如可以把文字放大來協助視障人士和使用隱藏字幕和外置TDD設備來協助聽障人士。iPhone 3GS亦有為視障人士而設的黑底白字的模式、縮放功能、VoiceOver（屏幕閱讀器）、為聽障人士而設的單聲道功能（適用於單耳有限聽力人士）。蘋果公司會根據美國法例第508條，自願性定期發布輔助功能的模板。

## 知識產權

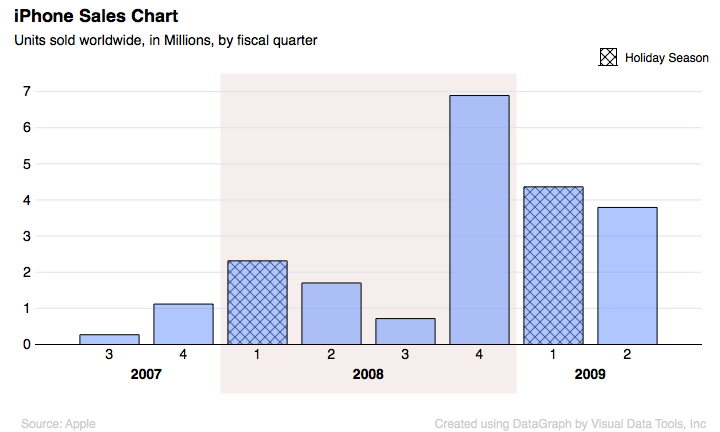
iPhone的每季銷售量在2008年初逐季下降，但自2008年第4季以來，iPhone 3G以US$199綁約式的銷售手法，創造三天內銷售突破百萬部的佳績。

蘋果公司就iPhone的科技提出超過200項知識產權的專利申請。
LG指iPhone的設計是抄襲LG Prada，該公司的研發中心主管Woo-Young Kwak在一個新聞發布會上說：「我們認為，Prada手機於2006年9月亮相於iF設計頒獎禮上並獲得該獎項时，蘋果公司就在抄襲它的設計。」
1993年9月3日，Infogear提出以「I PHONE」作為商標的申請，並於1996年3月20日申請「I PHONE」作商標。「I Phone」在1998年3月註冊，而「IPhone」則在1999年註冊，自此「I PHONE」的商標被棄用。Infogear的商標涵蓋通訊端子的東西，包括電腦硬件及軟件提供了一個一體化的電話、數據通訊和個人電腦的功能（1993年的存檔）。
1998年，Infogear推出結合電話與網頁瀏覽器的iPhone。
2000年，Infogear從iphones.com的域名侵權案中勝出。2000年6月，思科系統收購了Infogear，包括了iphone的商標。
2002年10月，蘋果公司在英國、澳洲、新加坡及歐盟申請為iPhone的名稱註冊商標。隨後在2004年10月，蘋果公司在加拿大為iPhone的名稱申請註冊，並在2006年9月在新西蘭申請註冊商標。同月，一間名為「海洋通訊服務」的公司在美國、英國及香港為iPhone申請註冊，隨後在千里達和托貝哥（西印度群島一國）入稟申請。截至2006年10月，那些申請只得澳洲和新加坡獲得通過。
2005年8月，在蘋果公司在加拿大的商標註冊申請被否決，原因是加拿大一間名為Comwave的公司早於蘋果公司申請的三個月前獲得申請，Comwave自2004年已售賣Voice over IP（VoIP）設備。
2006年12月18日，Infogear以iPhone名義下的VoIP重新發布一系列的產品。
由於海洋通訊服務的商標註冊與蘋果公司在新西蘭申請時使用完全相同的措辭，所以假設他們是代表蘋果公司提出註冊商標的申請。
2007年1月9日，喬布斯宣布將於2007年6月售賣一個稱為iPhone的產品不久之後，思科公司發表一份聲明，指他們已跟蘋果公司就商標許可權展開商談，預計蘋果公司於前一天晚上已同意他們提交的最後文件。翌日，思科公司公布已入稟向蘋果公司提出訴訟，指控他們在iPhone的商標中侵權，要求聯邦法院頒下禁令，禁止蘋果公司使用該名稱。同年2月2日，蘋果公司與思科公司宣布和解，兩間公司均表示將iPhone商標的爭議暫時擱置。同月20日，兩間公司發表聲明指雙方已達成協議，他們共同擁有使用iPhone商標的權利。後來在2012年4月，思科公司稱商標訴訟案只是一個「小衝突」，並不是因為金錢的問題，而是讓軟硬體在多種品牌產品上能有意義的溝通。
iPhone的研發同時也激發一些領先高科技仿製電腦品牌，推動蘋果公司的普及性和消費者願意為iPhone進行升級。
2009年10月22日，諾基亞向蘋果公司提出訴訟，指控他們在GSM、UMTS和WLAN網絡的專利作出侵權行為，諾基亞指蘋果公司自iPhone剛發布後已侵犯了10項諾基亞的專利權。
2010年12月，路透社報導，一些iPhone和iPad用戶控告蘋果公司，因為一些第三方應用程式在未經用戶批准下把用戶的資料傳遞出去，一些應用程式開發者，例如《Textplus4》、《擲廢紙球》、《天氣頻道》、《Dictionary.com》、《會說話的湯姆貓》和《南瓜製造者》在訴訟中同樣成為被告。
2012年8月，蘋果公司在美國對三星的訴訟案中，陪審團裁定三星6項侵權罪，被判需賠償10.51亿美元給蘋果公司。
2013年3月，蘋果公司專利的環繞式屏幕被泄露。
2013年7月下旬，苹果公司申請專利，透露新iPhone的電池可利用手機位置數據，與用戶習慣使用的數據結合，使相應的手機電源設置至中度。蘋果公司正致力於研發電源管理系統，提供的功能包括：改進能源使用率，估計用戶離開電源的時間距離；檢測功能，透過調整充電使用率，尋找最合適正在使用中的電源類型。

## 秘密追蹤
從2011年4月20日，傳媒廣泛談論iPhone和其他iOS裝置中的一個隱藏已加密的檔案。據稱該檔案標示著“consolidated.db”，會不斷儲存由手機訊號塔發出的用戶移動位置定位，但此技術被證明有時候是不準確的。此檔案是在2010年6月與蘋果公司更新的iOS 4一同發布，並可能載有接近一年的數據價值。以往版本的iOS儲存類似的訊息於一個稱為“h-cells.plist”的檔案中。
F-Secure公司發現一天兩次把數據傳送到蘋果公司，推測蘋果公司正利用這些資料來建構他們的全球定位數據庫，類似於通過戰爭駕駛來建構的谷歌和Skyhook Wireless。然而，不像谷歌的應用程式“Latitude”，它執行類似Android手機的任務，此檔案是不依賴一個特定的最終使用者協議（EULA），或甚至是在用戶不知情的情況下進行，但它已在iPhone的合約條款中以15,200字訂明，「蘋果公司跟他們的合作伙伴及持牌人可能會收集、使用和分享這些精確的位置數據，包括用戶的蘋果電腦或裝置的實時地理位置。」
當iPhone連接電腦同步時，該檔案會自動複製到用戶的電腦。在2011年4月公開發布的一個名為iPhoneTracker的開源碼，能夠把數據轉成一個視覺化的地圖。該檔案會被加密，如沒有越獄手機，將不能刪除。
在用戶及美聯社以及其他人士提出相關問題後，蘋果公司在2011年4月27日於其網站上作了官方回應，他們澄清那些資料只是WiFi熱點和手機訊號發射塔發出人群數據來源裡的一小部分，那些都是蘋果公司下載到iPhone的，為了比較GPS進行定位服務更快的效果，因此，那些數據並不代表iPhone的位置。保留數據的容量是一個錯誤。及後蘋果公司發布一個iOS 4.3.3的更新（iOS 4.2.8用於CDMA版iPhone4），用來減少緩衝的容量、停止備份到iTunes，和每當定位服務被停用時把資料完全抹去，上傳到蘋果公司的資料可以由用戶從“系統服務”的“手機網絡搜索”中停用。

### 情報存取
在2013年期間，據報大量監控披露英國及美國的情報機關，分別包括美國國家安全局（NSA）、政府通信总部（GCHQ）曾進入iPhone、BlackBerry和Android手機。當局幾乎能夠讀取所有智能電話的資訊，包括短訊、位置、電郵和筆記。

## 限制
蘋果公司對iPhone的某些方面作出嚴格的控制，根據Jonathan Zittrain所述，如iPhone般的專門硬體的出現，比早期版本的微軟視窗更專門。
黑客組織已發現許多解決辦法，大部分都是蘋果公司不允許的，並且很難甚至是不能獲得保養服務。iOS越獄讓用戶可以安裝不在應用程式商店下載的應用程式或是修改其基本功能。SIM卡解鎖是容許iPhone於不同電訊商的網絡上使用，然而在美國，蘋果公司不可以把保養服務判定無效，除非它顯示出現於售後安裝或安置後或組件故障的問題，例如未經授權的應用程式，受到聯邦貿易委員會的1975年的馬格納森-莫斯保養法監管。
iPhone還備有區域和設定，能讓家長設置限制下載的應用程式，或是對使用中的應用程式作出控制和限制，而這些限制是需要密碼的輸入。

### 啓動
iPhone一般會阻擋其他媒體播放器和網絡功能，除非是受到認可電訊商的授權。在2007年7月3日，挪威程式員Jon Lech Johansen在他的博客上指，他已成功繞過這個要求並破解iPhone的其他功能及結合其他自訂應用程式及修改iTunes的二進制程式，並發布軟件供其他人使用。
英國的O2網絡，可以讓用戶在網上購買早期版本的iPhone並利用iTunes來把它啓動，即使不需要，廠商通常會為買家方便而提供啓動服務；在美國，蘋果公司已開始為購買iPhone3G和iPhone 3GS買家提供免費送貨服務，改变设备須於店內啓動的方式。百思买及沃爾瑪也將會出售iPhone。

## 售价與銷量

全球iPhone季度銷售量（以百萬計

自2007年6月29日起，iPhone开始在美國的蘋果經銷店、蘋果網路商店以及美國電話電報公司（AT&T Mobility）的门店以綁約價格499美元（4GB版）以及599美元（8GB版）出售。同年9月5日苹果宣布减价，8GB版改售$399，并撤销4GB版。
9月6日，賈伯斯在公司网站上刊登一封致全体iPhone用户的公开信，对降价一事表示歉意，并承诺对老用户作出补偿。2008年6月9日賈伯斯在WWDC上發報3G版本，功能不但有所提升，而8GB版本的售價更由$399美元割降一半至$199美元（全球均不會高於此價，但此售價僅為上台價，消費者須接受預先綁定的移動運營商服務）；16GB版本售$299美元。
2009年6月9日在WWDC上宣佈3GS版本后，原3G版本的16GB版本停止銷售，而8GB版本售價割降至99美元。
2009年9月9日，在香港Apple Store中，
- iPhone3G 8GB版售價為4088港币，16G版停止銷售
- iPhone 3GS 16GB版售價為5388港币，32GB版售價為6288港币。

2009年10月30日，中国联通版iPhone开始销售。用户可以选择与套餐搭配购买或者单独购买裸机。iPhone 3GS 16GB售价为5880元人民币；iPhone 3GS 32GB售价为6999元人民币。上述首次在中国销售的iPhone不含有Wi-Fi功能。2010年8月9日和9月25日，含有Wi-Fi功能的8GB版iPhone 3GS和iPhone4分别推出市场。
苹果公司在中国大陆售卖的iPhone5比iPhone4S的原始价格要贵300元人民币。
2016年9月，iPhone7在中国大陆的价格比iPhone6s原始价贵100元人民币。
2017年11月，iPhone X的售价达到了8316元人民币起售。

### 利潤
市場研究機構iSuppli過去曾發佈多次的iPhone拆解報告，包括2007年的首款iPhone，材料成本為217.73美元，2008年的iPhone 3G，材料成本為166.31美元；2009年的3GS，材料成本為170.80美元；2010年6日28日iPhone 4拆機報告指出，儘管設計概念與以往不同，但是以16GB版本的材料成本僅187.51美元，而iPhone 4於美國的淨機價為599美元，蘋果公司的毛利率大約在60%到70%之間。相對三星手機的利潤率為10%，而諾基亞的利潤率為8.9%，可見蘋果公司維持其一貫的高毛利策略。蘋果有很多代工廠，他們核算代工成本構成時，大多按照當地政府規定的最低工資標準來核算人工成本，離任的代工廠富士康人士說，蘋果公司是成本控制最嚴格的客戶。業內代工惠普和戴爾的毛利率一般是在5到8個點，而蘋果公司代工廠毛利僅2%，但因iPhone在市場上的龐大銷售量，薄利多銷誘因下，仍使代工廠趨之若鶩地貼單生產，甚至彼此搶單競爭。

### 銷售量（千部）
| 財政年度                                   | Q1     | Q2     | Q3     | Q4     | 總銷量    |
| ------------------------------------------ | ------ | ------ | ------ | ------ | --------- |
| 2007                                       |        |        | 270    | 1,119  | 1,389     |
| 2008                                       | 2,315  | 1,703  | 717    | 6,890  | 11,625    |
| 2009                                       | 4,363  | 3,793  | 5,208  | 7,367  | 20,731    |
| 2010                                       | 8,737  | 8,752  | 8,398  | 14,100 | 39,987    |
| 2011                                       | 16,240 | 18,650 | 20,340 | 17,070 | 72,300    |
| 2012                                       | 37,044 | 35,064 | 26,028 | 26,910 | 125,046   |
| 2013                                       | 47,789 | 37,430 | 31,241 | 33,797 | 150,257   |
| 2014                                       | 51,025 | 43,719 | 35,203 | 39,272 | 169,219   |
| 2015                                       | 74,468 | 61,170 | 47,534 | 48,046 | 231,218   |
| 2016                                       | 74,779 | 51,193 | 40,399 | 45,513 | 211,884   |
| 2017                                       | 78,290 | 50,763 | 41,026 | 46,677 | 216,756   |
| 2018                                       | 77,316 | 52,217 | 41,300 | 46,889 | 217,722   |
| 財政年度                                   | Q1     | Q2     | Q3     | Q4     | 2,531,979 |
| 从2019年Q1财报起，苹果不再公布iPhone的销量 |        |        |        |        |           |

## 外部連結
- iPhone美国官网（页面存档备份，存于）
- iPhone中国大陆官网（页面存档备份，存于）
- iPhone香港官網（页面存档备份，存于）
- iPhone澳门官网（页面存档备份，存于）
- iPhone臺灣官網（页面存档备份，存于）